# Languyan
Languyan (Bayan ng Languyan) är en kommun i Filippinerna. Kommunen ligger på ön Suluöarna, och tillhör provinsen Tawi-Tawi. Folkmängden uppgår till 42 040 invånare.

## Barangayer
Languyan är indelat i 20 barangayer.
| - Bakong - Bas-bas Proper - Basnunuk - Darussalam - Languyan Proper (Pob.) - Maraning - Simalak - Tuhog-tuhog - Tumahubong - Tumbagaan | - Parang Pantay - Adnin - Bakaw-bakaw - BasLikud - Jakarta (Lookan Latuan) - Kalupag - Kiniktal - Marang-marang - Sikullis - Tubig Dakula |